# プラサカプコン
プラサカプコン（PLAZA CAPCOM）は、カプコンがオペレーション事業として立ち上げ全国展開している、いわゆるアミューズメントパークのブランドである。「プラザカプコン」と「CAPCOM PLAZA」は誤り。
自社製品であるゲームのロケテストや先行稼動が行われることがある。
本稿では別ブランドであるゲームランド、キッズコーナーであるあそび王国 ぴぃかぁぶぅについても述べる。

## 店舗
2016年1月現在、ゲームセンターに関しては、プラサカプコンで21店舗が、ゲームランドなどの別ブランドで11店舗がそれぞれ営業している。また、あそび王国 ぴぃかぁぶぅはプラサカプコンなどとの併設店舗も含めて8店舗を展開している。
カプコンの本社がある大阪市、カプコンのアーケードゲームのサービス事業所が所在する三重県と、山形県・福島県 ・栃木県・群馬県・長野県・富山県・福井県・岐阜県・和歌山県・兵庫県・岡山県・鳥取県・広島県・山口県・香川県・徳島県・佐賀県・長崎県・熊本県・宮崎県・鹿児島県・沖縄県の24府県には店舗は存在しない。

## ビンゴ大会
プラサカプコンの特徴として、土日や祝日などの休日に各店舗で行われているビンゴ大会がある。
これは、カプコン製のランプ式のビンゴボードを使って行い、ランダムに点灯した番号を順番に決め、ビンゴになった者には賞品が貰えるというもの。

## ニッケルシティ
ニッケルシティは、カプコンがオペレーション事業として立ち上げ海外展開している、いわゆるゲームセンターのブランドである。かつては国内にも数店舗存在したが、アーケードゲーム事業撤退に伴ってすべて閉鎖された。
入場料制とトークン制の併用で、店舗によっては時間従量制である。入場料制であるため、ゲームをしない客に対しても料金が発生する。
トークンは店内では「ニッケル」と呼ばれる。入場料を徴収する代わりにトークンが貸し出され、それを使用して安価な料金でプレイできる事が特徴である。トークンは多く購入すれば安くなる。なお、時間従量制の店舗ではトークンを使用しない所もある。
古いゲームや、難易度が高くプレイ時間の短いゲームは安く、新作や、プリクラやプライズゲームなどの払い出しを伴うゲームは高く設定するなど柔軟な運用がされている。